# Dunbaria lecomtei
Dunbaria lecomtei är en ärtväxtart som beskrevs av François Gagnepain. Dunbaria lecomtei ingår i släktet Dunbaria och familjen ärtväxter. Inga underarter finns listade i Catalogue of Life.